# Cupedora evandaleana
Cupedora evandaleana é uma espécie de gastrópode  da família Camaenidae.
É endémica da Austrália.